# Галь, Эмиль Михайлович
Эмиль Галь (Гальперин) (3 июня 1898 — 28 апреля 1960) — советский актёр.

## Биография
Эмиль Галь работал на киностудиях «Ленинградкино», «Совкино», «Ленфильм». Он был одним из ведущих деятелей творческой мастерской ФЭКС, основанной Л. Траубергом и Г. Козинцевым, куда пришёл в 1925 году. Работал ассистентом режиссёра Васильева.
В немом фильме Е. Червякова «Города и годы» Галь исполнил эпизодическую роль художника-футуриста на вернисаже в Мюнхене в 1914 году. Галь, облачённый в смелый костюм, в огромном галстуке и с знаком треф на щеке, стоял возле своей непонятной посетителям картины: «Как презирал он испуганно взирающих на него покупателей! Он принимался даже объяснять смысл своего произведения, размахивая руками, подносил к самому носу обывателей преогромный кулак. После чего снова возвращался к первоначальной гордой позе». Этот яркий эпизод вошёл в ряд других таких же прекрасно сыгранных энергичных сцен, которые отличались своей живостью в общем достаточно невыразительном повествовании.
Как отмечал Н. Коварский, Галь не был красив, актёр «с несколько нелепой и странной внешностью». Тем не менее, режиссёр Владимир Браун, отступая от отбора исполнителей «по типажному признаку», пригласил Эмиля Галя на главную роль в своей картине «Парень с берегов Миссури» об иностранцах, решивших организовать коммуну в СССР.
В 1941 году сыграл Шприха в фильме С. Герасимова «Маскарад» по пьесе М. Лермонтова. Игру Галя, его точное попадание в образ, отмечали оператор картины В. Горданов, исполнитель главной роли Н. Мордвинов, а позднее и киновед Я. Бутовский.
В 1942 году — артист Ленинградского Нового ТЮЗа, находился в эвакуации в Сибири.
Супруга — актриса Ольга Беюл.
Похоронен на Богословском кладбище Санкт-Петербурга.

## Фильмография
- 1925 — Мишки против Юденича — фотограф
- 1926 — Чёртово колесо — эстрадник Коко, друг «Вопроса»
- 1926 — Шинель — портной
- 1928 — Два броневика — юнкер
- 1928 — Хабу — Набоков
- 1929 — Новый Вавилон — буржуа
- 1929 — Каин и Артём — сапожник Хаим
- 1929 — Обломок империи — пассажир в поезде
- 1930 — Города и годы — художник-футурист
- 1930 — Парень с берегов Миссури (не сохранился) — Джиовани Альпино, итальянец
- 1934 — Чапаев — ветеринар (не указан в титрах
- 1935 — Граница — сапожник Давид
- 1935 — Искатели счастья — сионист (не указан в титрах)
- 1936 — Юность поэта — профессор Давид Иванович де Будри[8]
- 1938 — Выборгская сторона — Гоз
- 1940 — Яков Свердлов — депутат Учредительного собрания
- 1941 — Маскарад — Шприх [9]